# Scaubecq

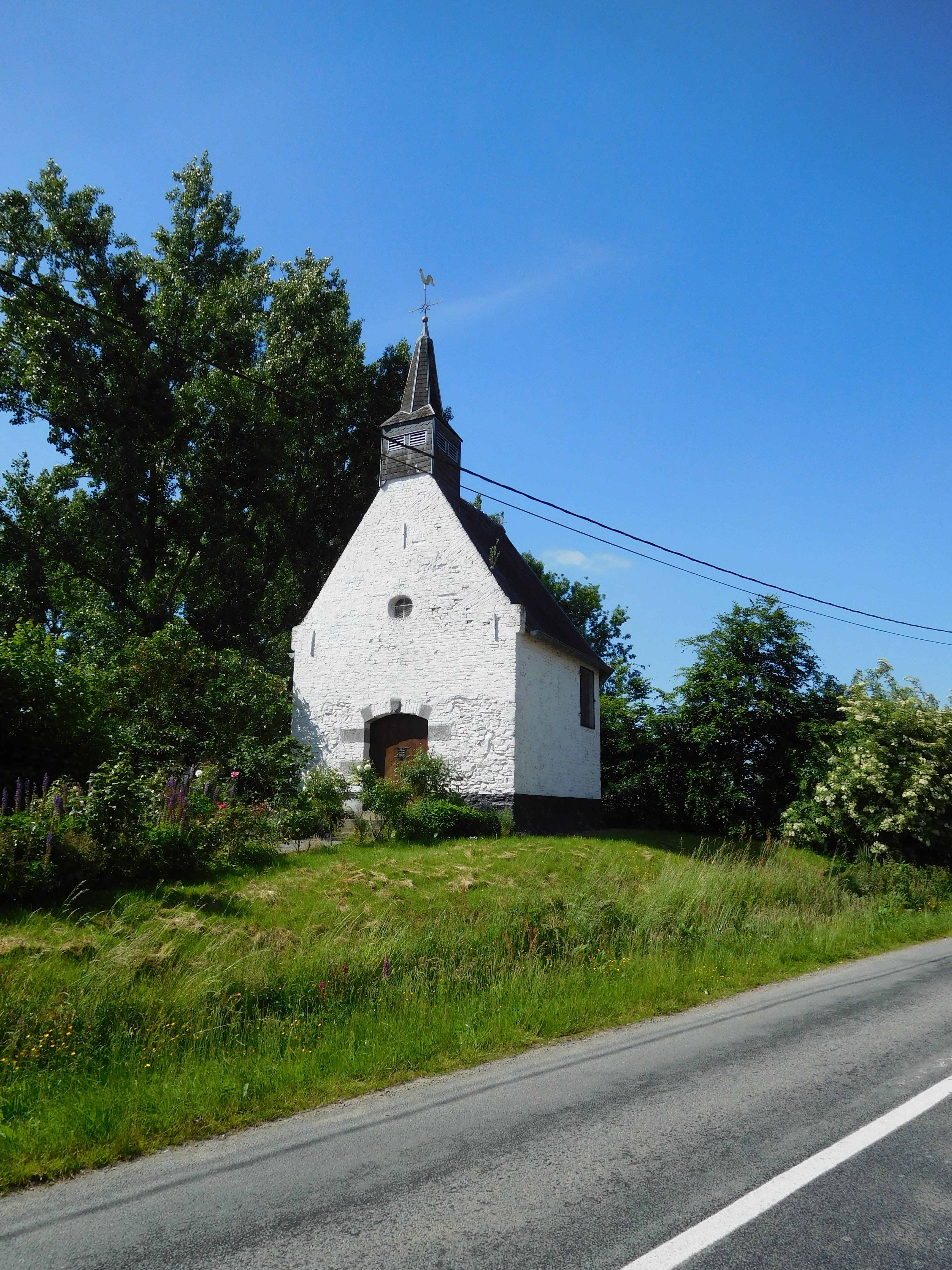
Onze-Lieve-Vrouw van Scaubecqkapel

Scaubecq is een gehucht in de Henegouwse gemeente Lessen, gelegen halverwege Wannebecq en Lahamaide.
De naam is afkomstig van het Germaans: ondiepe beek.
Scaubecq is vooral bekend vanwege de 16e-eeuwse kapel, gewijd aan Onze-Lieve-Vrouw van Scaubecq.